# Betula alleghaniensis
Betula alleghaniensis — вид квіткових рослин з родини березових (Betulaceae). Росте у східних частинах Канади та США і в Сен-П'єр і Мікелоні.

## Біоморфологічна характеристика
Це дерево, що повільно росте й довго живе. До 30 метрів заввишки. Стовбури прямі, крони вузько округлі. Кора молодих стовбурів і гілок темно-червонувато-коричнева, у зрілості жовтувато-коричнева, жовтувата або сірувата, блискуча, гладка, нерівномірно відшаровується, іноді темніє і зберігається. Гілочки з запахом і смаком озимої зелені, коли подрібнені, голі або рідко запушені, зазвичай вкриті дрібними смолистими залозками. Листова пластинка від вузькояйцеподібної до яйцеподібно-довгастої, 6–10 × 3–5.5 см, краї гостро подвійно зазубрені, зубці грубі, досить неправильні, верхівка загострена; абаксіальні (низ) поверхні зазвичай помірно запушені, особливо вздовж великих жилок і в пазухах жилок, часто з розсіяними дрібними смолистими залозками. Супліддя випростані, яйцеподібні, 1.5–3 × 1–2.5 см. Самари з крилами, вужчими за тіло, найширшими біля вершини, не або лише трохи розширені за межі тіла на вершині. 2n = 84. 

## Поширення й екологія
Росте у східних частинах Канади (Квебек, Нью-Брансвік, Онтаріо, Нова Шотландія, о. Ньюфаундленд, о. Принца Едуарда, Лабрадор) та США (Вермонт, Пенсільванія, Мічиган, Індіана, Коннектикут, Кентуккі, Огайо, Вісконсин, Вірджинія, Міннесота, Род-Айленд, Нью-Джерсі, Массачусетс, Мен, Нью-Гемпшир, Айова, Джорджія, Нью-Йорк, Теннессі, Північна Кароліна, Іллінойс, Західна Вірджинія, Меріленд, Південна Кароліна) і в Сен-П'єр і Мікелон на висотах від 0 до 500 метрів. Betula alleghaniensis — це дерево північної екосистеми твердолистяних лісів, де воно зустрічається в болотистих лісах, багатих мезичних схилах і в смереково-ялицево-листяних лісах на високих висотах. Цей вид іноді може утворювати субальпійські карликові ліси. У найпівденніших частинах свого географічного ареалу його поява спорадична і обмежена висотами понад 914 м над рівнем моря. Зустрічається поодиноко або невеликими групами і ніколи не є панівним видом.

## Загрози й охорона
Немає відомих серйозних загроз. Зміна клімату може знищити вид на його південному та західному поширенні, але це буде компенсовано розширенням його північних меж ареалу в Квебеку та Онтаріо, Канада.

## Використання
Betula alleghaniensis є цінною й економічно важливою деревною породою, 50% деревини припадає на Квебек, Канада. Деревина має високу якість, вона важка, тверда й міцна, дрібнозерниста, з тонкою текстурою. Betula alleghaniensis забезпечує пиломатеріали та шпон для використання у виробництві меблів, шаф, ящиків, фанери та панелей, а також для сільськогосподарського знаряддя. Це одна з найважливіших твердих порід деревини для дистиляції деревного спирту та ацетату вапна. У своєму діапазоні це дуже хороші дрова. Корінні американці використовували B. alleghaniensis в медицині. Влітку олені споживають велику кількість саджанців, а восени віддають перевагу зеленому листю та дерев’янистим стеблам. Лось, білохвостий олень і заєць-русак також їдять цей вид. Насіння їдять різні види співочих птахів, а рябчики харчуються насінням, сережками та бруньками. Вивірка зрізає і зберігає зрілі сережки, а насіння їсть. Бобер і їжатець жують кору. Сік цього виду можна використовувати для їстівного сиропу. Чай іноді готують з гілок та/або внутрішньої кори.

## Галерея

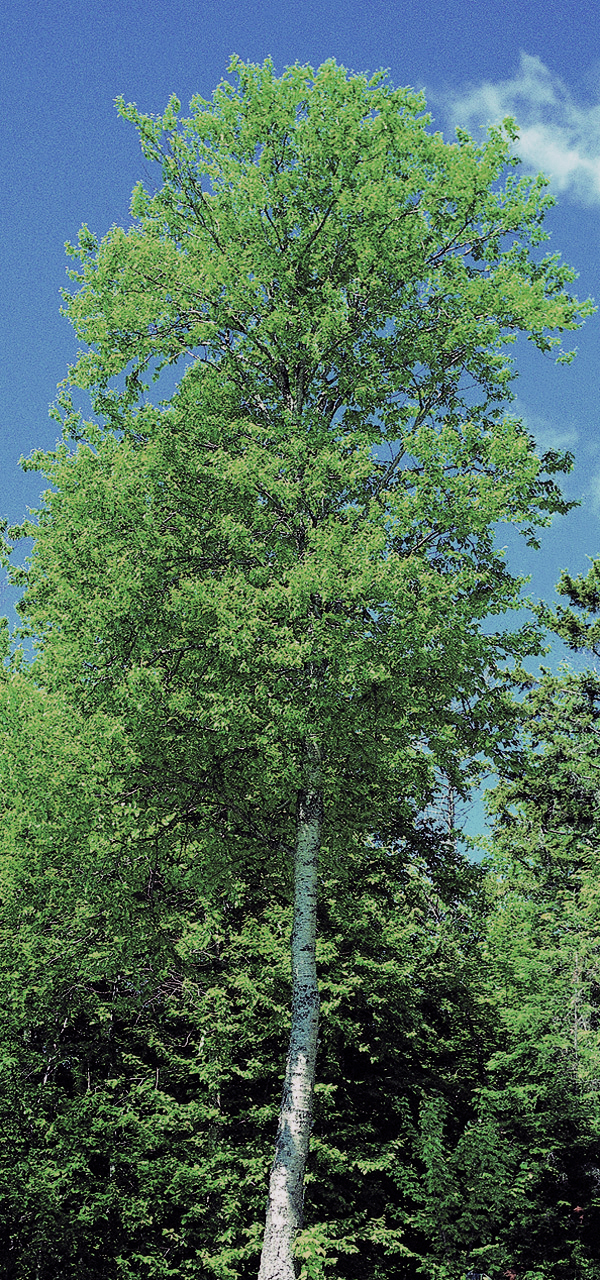
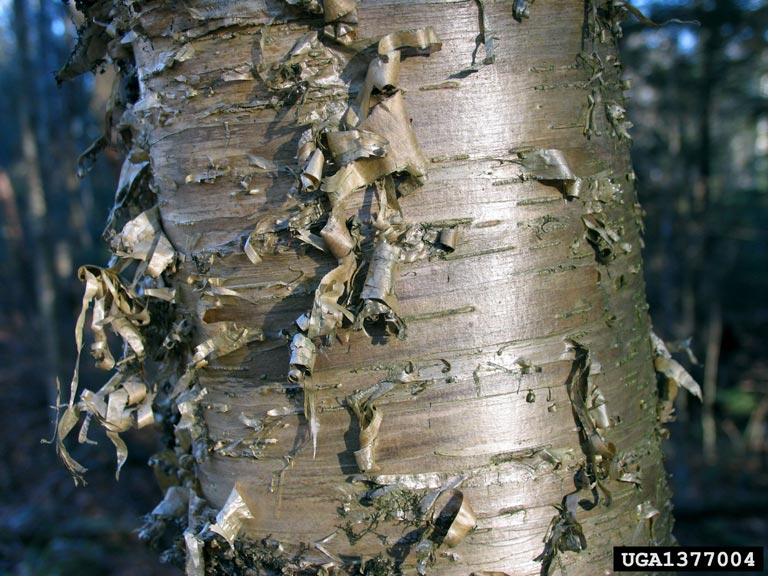
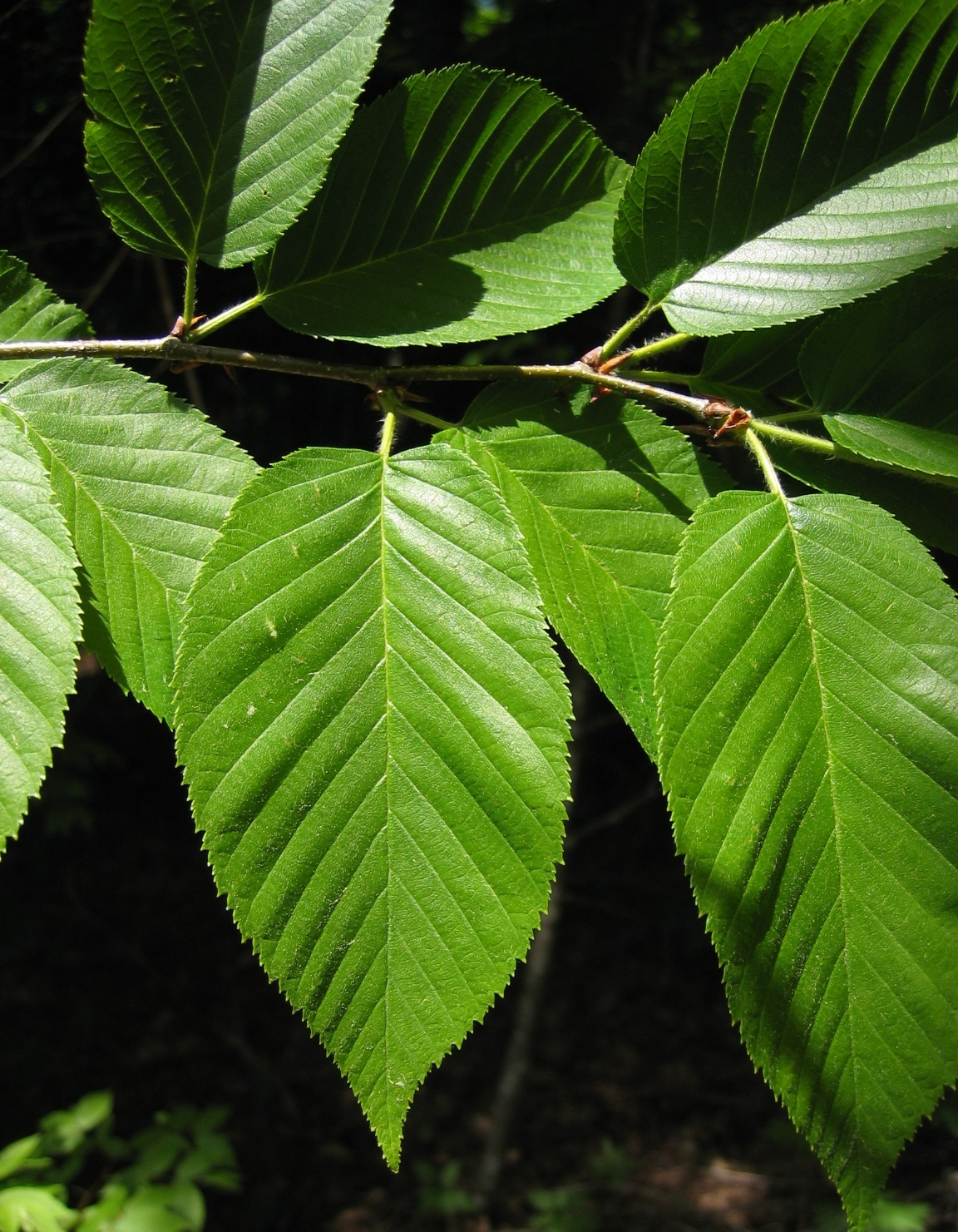
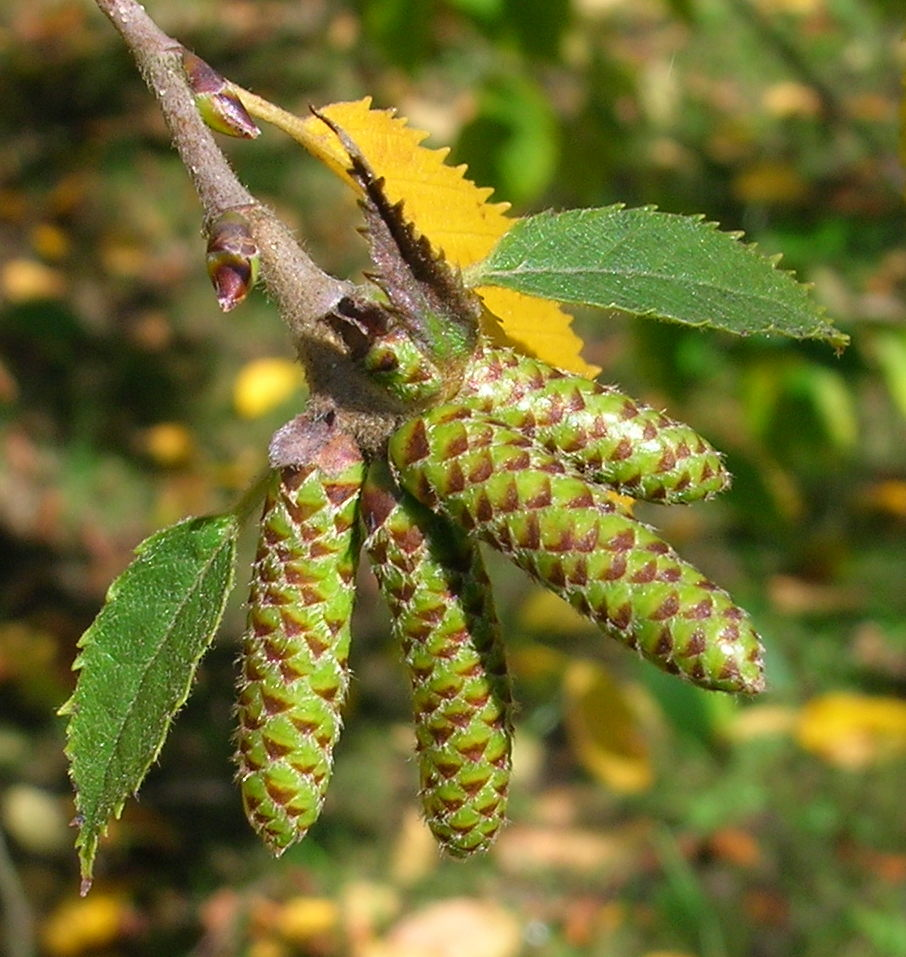
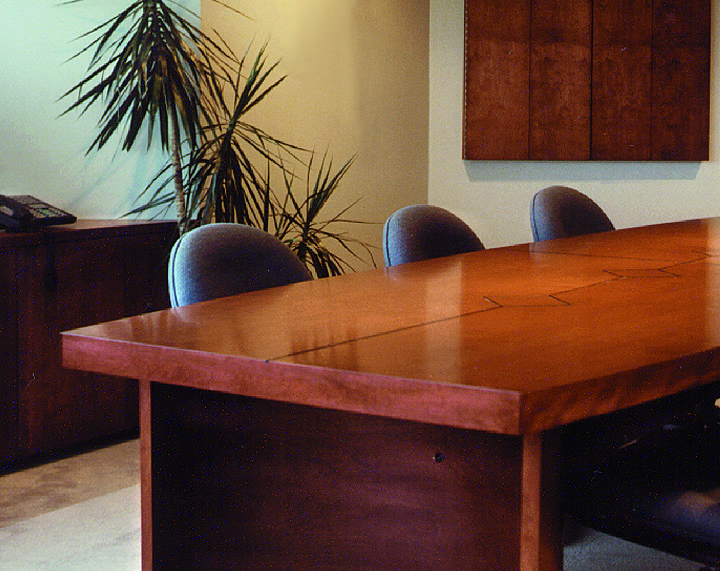